# 韦姆斯多夫
韦姆斯多夫（德語：Wermsdorf）是德国萨克森州的市镇，隶属于北萨克森县。总面积为104.62平方千米，截至2023年12月31日总人口为5,196人。